# Домбровка (Брестская область)
Домбро́вка (бел. Дамброўка) — хутор на юго-западе Брестского района Брестской области Белоруссии, в 56 км к югу от Бреста и в 12 км от железнодорожной станции Дубица. Входит в состав Домачевского сельсовета.
Население — 1 человек (2023).

## История
В 1905 году — хутор Александров Домачевской волости Брестского уезда Гродненской губернии.
После Рижского мирного договора 1921 года — в составе Брестского повята Полесского воеводства Польши.
В 1931 году в целях «полонизации» хутор Александрово был переименован в Домбровку.
С 1939 года — в составе БССР. До Великой Отечественной войны на хуторе проживали голендры.
В 2005 году один из дворов был упразднён. По состоянию на 2023 год хутор состоит из двух дворов.

## Население
Численность населения на 1 января 2023 года — 1 человек, 1 хозяйство.

На 2019 год — 5 человек.